# Allora & Calzadilla
 Allora & Calzadilla sind ein Künstlerpaar, das seit 1995 in San Juan als Bildende Künstler zusammenarbeitet.

## Ausbildung
Jennifer Allora (* 20. März 1974 in Philadelphia, Pennsylvania, USA) machte ihren Bachelor of Arts (BA) an der University of Richmond in Richmond (Virginia), Virginia im Jahre 1996 und erwarb den Titel Master of Science (M. Sc.) am Massachusetts Institute of Technology (MIT) im Jahre 2003. Sie war Stipendiatin des Whitney Museum of American Art Studienprogramms.
Guillermo Calzadilla (* 10. Januar 1971 in Havanna, Kuba) erwarb 1996 seinen Bachelor of Fine Arts (BFA) an der Escuela de Artes Plásticas, San Juan, Puerto Rico. Der Master of Fine Arts (MFA) folgte 2001 am Bard College in Annandale-on-Hudson in New York.

## Leben
Die beiden Künstler sind sich zum ersten Mal in Florenz begegnet. 2011 waren sie die Repräsentanten der USA bei der 54. Biennale di Venezia.

## Ausstellungen (Auswahl)
- 2007: Renaissance Society, Chicago
- 2007: Serpentine Gallery, London
- 2007: Whitechapel Art Gallery, London
- 2007: Kunsthalle Zürich, Zürich
- 2008: Kunstverein München, München und gleichzeitig im Haus der Kunst, München; Stop, repair, prepare: Variationen zur Ode „An die Freude“ für ein präpariertes Klavier
- 2008: Stedelijk Museum, Amsterdam
- 2008: Gwangju Biennale, Gwangju, Korea
- 2009: Nationalmuseum Oslo, Oslo
- 2009: Temporäre Kunsthalle Berlin, Berlin; Allora & Calzadilla Compass
- 2009: Kunstmuseen Krefeld, Museum Haus Esters, Krefeld; A Man Screaming Is Not a Dancing Bear. How to Appear Invisible
- 2010: Trafalgar Square, London; Wettbewerb: Die vierte Plinthe 2011
- 2011: Biennale di Venezia, Venedig
- 2011: Indianapolis Museum of Art, Indianapolis, Indiana, USA
- 2012: documenta 13 im Weinberg-Bunker.

## Preise und Auszeichnungen
- 2000/2001: Cintas Foundation Fellowship
- 2002: Joan Mitchell Foundation Grant
- 2004: Gwangju Biennial Prize
- 2006: Nam June Paik Award
- 2006: Hugo Boss Prize
- 2008: Deutscher Akademischer Austauschdienst (DAAD)

## Werke in Museen
- Museum of Modern Art (MOMA), New York City, New York
- Tate Modern, London
- Centre Georges Pompidou, Paris